# جيمس ك. سبنسر
جيمس ك. سبنسر (بالإنجليزية: James C. Spencer)‏ هو سياسي أمريكي، ولد في 11 مايو 1914 بأثينا في الولايات المتحدة، وتوفي في 25 ديسمبر 2009 بلوبوك في الولايات المتحدة. حزبياً، نشط في الحزب الديمقراطي. وقد انتخب عضو مجلس نواب تكساس.